# Calvi Risorta
Calvi Risorta – miejscowość i gmina we Włoszech, w regionie Kampania, w prowincji Caserta.
Według danych na rok 2004 gminę zamieszkiwało 5857 osób, 390,5 os./km².